# Harlekinfledermaus
Die Harlekinfledermaus (Scotomanes ornatus) ist eine Fledermaus in der Familie der Glattnasen (Vespertilionidae), die im Süden Asiens verbreitet ist. Die Art ist der einzige Vertreter der Gattung Scotomanes, der Bestand wird für gewöhnlich in drei Unterarten aufgeteilt.
Die Weltnaturschutzunion (IUCN) listet die Art als nicht gefährdet (Least Concern).

## Merkmale
Mit einer Kopf-Rumpf-Länge von 72 bis 78 mm, einer Unterarmlänge von 50 bis 60 mm sowie einer Schwanzlänge von 50 bis 62 mm zählt die Harlekinfledermaus zu den mittelgroßen Glattnasen. Die Art hat im Vergleich mit anderen Familienmitgliedern ein farbenfrohes Fell. Die Grundfarbe ist auf der Oberseite rotbraun und am Bauch dunkelbraun. Auf dem Kopf und am Rücken nahe der Flughaut kommen oft mehrere weiße Flecken vor. Zusätzlich besitzen viele Individuen einen weißen Halskragen, weiße Streifen auf der Unterseite entlang der Flughaut oder einen weißen Aalstrich auf der Oberseite. Diese Färbung stellt eine Tarnung dar, da die Tiere so für Früchte oder für zusammengerollte Blätter gehalten werden können.
Die dreieckigen Ohren sind mittelgroß und abgerundet. Die orangebraunen Knochen der Arme und Finger stehen im Kontrast zur dunklen graubraunen Flughaut. Die Harlekinfledermaus besitzt nur ein Paar obere Schneidezähne, die dafür recht groß sind. Ihre Zahnformel lautet 1/3 1/1 1/2 3/3.

## Verbreitung und Lebensweise
Das Verbreitungsgebiet reicht vom Osten Nepals über Bhutan, Nordost-Indien, Bangladesch und Myanmar nach Südostchina, Thailand, Laos und Vietnam. Scotomanes ornatus kommt auch auf Hainan vor. Diese Fledermaus hält sich im Flachland und in Gebirgen bis 2200 Meter Meereshöhe auf. Sie wird oft im waldbedeckten Hügelland und in feuchten Tälern beobachtet.
Die Individuen ruhen vorwiegend im dichten Unterholz und selten in Höhlen. Sie  verlassen ihre Verstecke oft weit nach der Dämmerung und jagen vorwiegend Insekten.